# Mordella hoshihanamima
Mordella hoshihanamima là một loài bọ cánh cứng trong họ Mordellidae. Loài này được Franciscolo miêu tả khoa học năm 1965.